# Andrew J. Offutt
Andrew J. Offutt (Taylorsville (Kentucky), 16 augustus 1934 – Louisville (Kentucky), 30 april 2013) was een  Amerikaans fantasy- en sciencefictionschrijver.

## Korte biografie
Offutt eerste verhaal "And Gone Tomorrow" werd gepubliceerd in 1954.  Daarna verkocht hij het verhaal "Blacksword" aan Galaxy Magazine in 1959 en in 1970 kwam zijn eerste roman uit (Evil Is Live Spelled Backwards). Onder diverse pseudoniemen schreef hij ook erotische verhalen. Verder schreef hij verschillende boeken met Robert E. Howards personages Conan de Barbaar en Cormac mac Art. Zijn zoon Chris Offutt is ook schrijver.

### Conan de Barbaar
- Conan and the Sorcerer
- The Sword of Skelos
- Conan the Mercenary

### Cormac Mac Art
- Sword of the Gael
- The Undying Wizard
- The Sign of the Moonbow
- The Mists of Doom
- When Death Birds Fly
- The Tower of Death (samen met Keith Taylor)

### War of the Gods on Earth
- The Iron Lords
- King Dragon
- Shadows Out of Hell
- The Lady of the Snowmist

### War of the Wizards
(samen met Richard Lyon)
- Demon in the Mirror
- The Eye of Sarsis
- Web of the Spider

- Bibliothèque nationale de France: cb12628909d (data)
- Gemeinsame Normdatei: 1105197085
- International Standard Name Identifier: 0000 0000 2196 5013
- Library of Congress Control Number: n79091477
- Nationale Bibliotheek van Tsjechië: xx0027351
- Nationale Bibliotheek van Polen: a0000001159282
- SNAC: w6jj89zm
- Système universitaire de documentation: 169170640
- Virtual International Authority File: 76897647
- WorldCat: E39PBJkdhwdmm9PXHmFKyMrcyd